# Alopecosa solivaga annulata
Alopecosa solivaga là một phân loài nhện trong họ Lycosidae.
Loài này thuộc chi Alopecosa. Alopecosa solivaga annulata được Wladislaus Kulczynski miêu tả năm 1916.